# Сигали, Леонардо
Леона́рдо Херман Сигали (исп. Leonardo Germán Sigali; 28 мая 1987, Кампана, Аргентина) — аргентинский футболист, защитник клуба «Расинг» (Авельянеда).

## Карьера

### Клубная
Леонардо начал заниматься футболом в детской команде «Вилья-Дальмине».
В 2003 он перешёл в «Нуэва Чикаго», в составе которого дебютировал в 2006 году. Сигали с клубом из западной части Буэнос-Айреса стал победителем Клаусуры 2006 во втором аргентинском дивизионе и получил право выступать лигой выше. В Примере А Леонардо дебютировал во встрече с «Расингом».
В конце сезона «Нуэва Чикаго» покинул высшую лигу Аргентины, а Сигали перешёл в испанский «Вильярреал», но тут же был отдан в аренду на год в «Ланус». Первую игру в новом клубе Сигали провёл 25 августа 2007 года против «Олимпо», а в начале 2008 года защитник дебютировал в Кубке Либертадорес. В составе «Лануса» Сигали стал победителем Аперутуры 2007.
В 2008 году аргентинец был отдан «Вильярреалом» в аренду сроком на два года в «Годой-Крус». В 2010 году Леонардо перешёл в клуб из провинции Мендоса на постоянной основе после того как 50 % прав на игрока были выкуплены у испанской команды.
Летом 2014, проведя за «Годой-Крус» 236 матчей за 6 лет, Леонардо подписал контракт с загребским «Динамо». В новой команде защитник дебютировал в матче квалификации Лиги чемпионов против литовского «Жальгириса». Спустя три дня Сигали провёл свою первую игру в чемпионате Хорватии.

### В сборной
В 2007 году Леонардо был включён в заявку молодёжной сборной Аргентины для участия в чемпионате мира в Канаде. На турнире защитник принял участие только в победной финальной встрече аргентинцев со сборной Чехии.

## Достижения
«Ланус»
- Чемпион Аргентины: Апертура 2007

Аргентина (до 20)
- Чемпион мира: 2007

«Динамо» (Загреб)
- Победитель чемпионата Хорватии (2): 2014/15, 2015/16
- Обладатель кубка Хорватии (2): 2014/15, 2015/16